# Erica coccinea
Еріка яскраво-червона (Erica coccinea) — вид рослини родини вересові.

## Назва
В англійській мові має назву «пурпуровий верес» (англ. scarlet heath) та «пензликовий верес» (англ. tassel heath). Назву Erica coccinea вигадав Карл Лінней у 1753 р.

## Будова
Непримітний гіллястий кущ з дрібним голкоподібним листям, що стає помітним під час цвітіння у зимовий вологий сезон. Довгі (5-15 см) звисаючі квіти різного кольору (червоний, оранжевий, зелений, жовтий) запилюються птахами.

## Поширення та середовище існування
Зростає у типових для Південної Африки заростях фінбош.

## Галерея

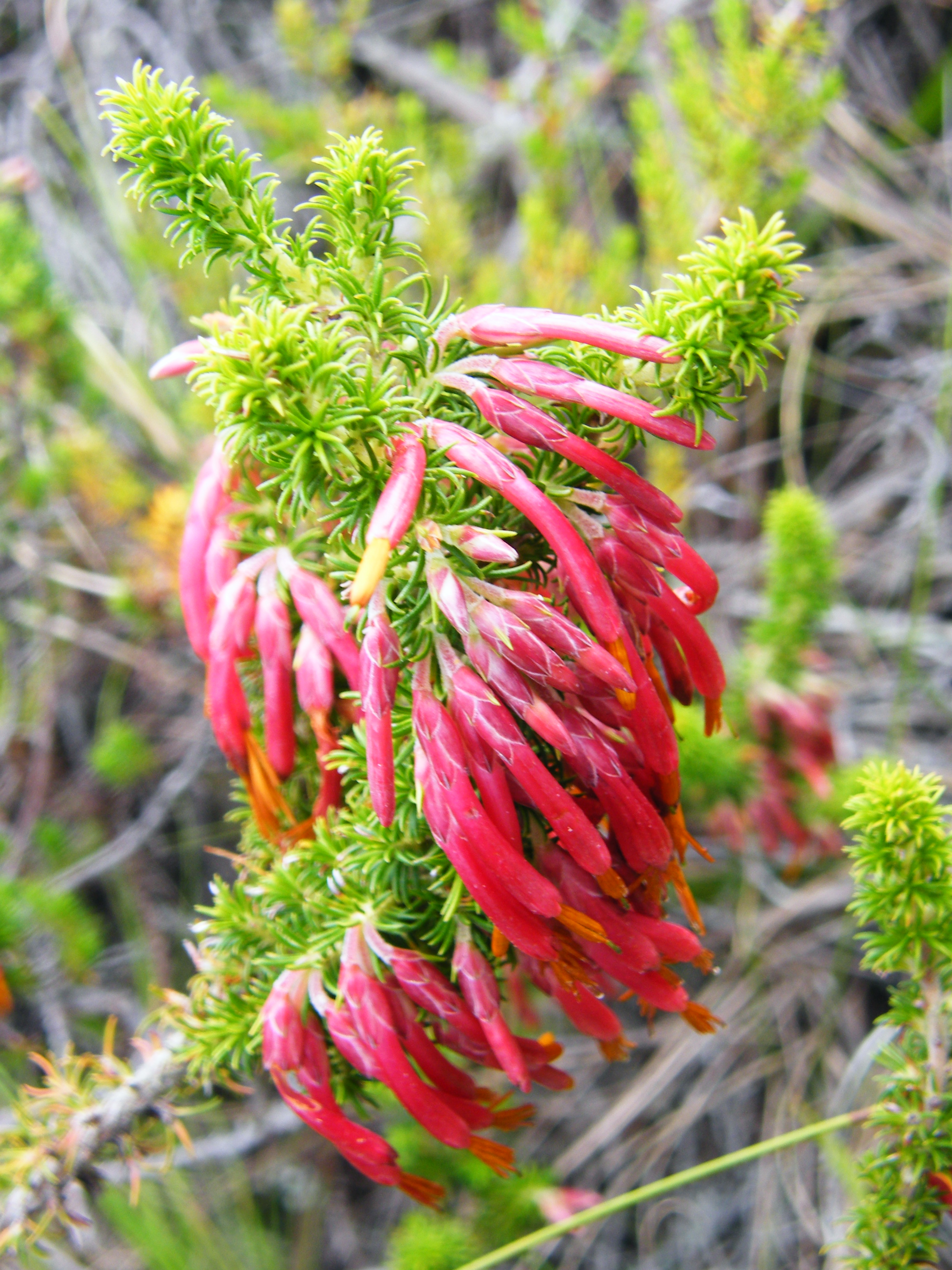
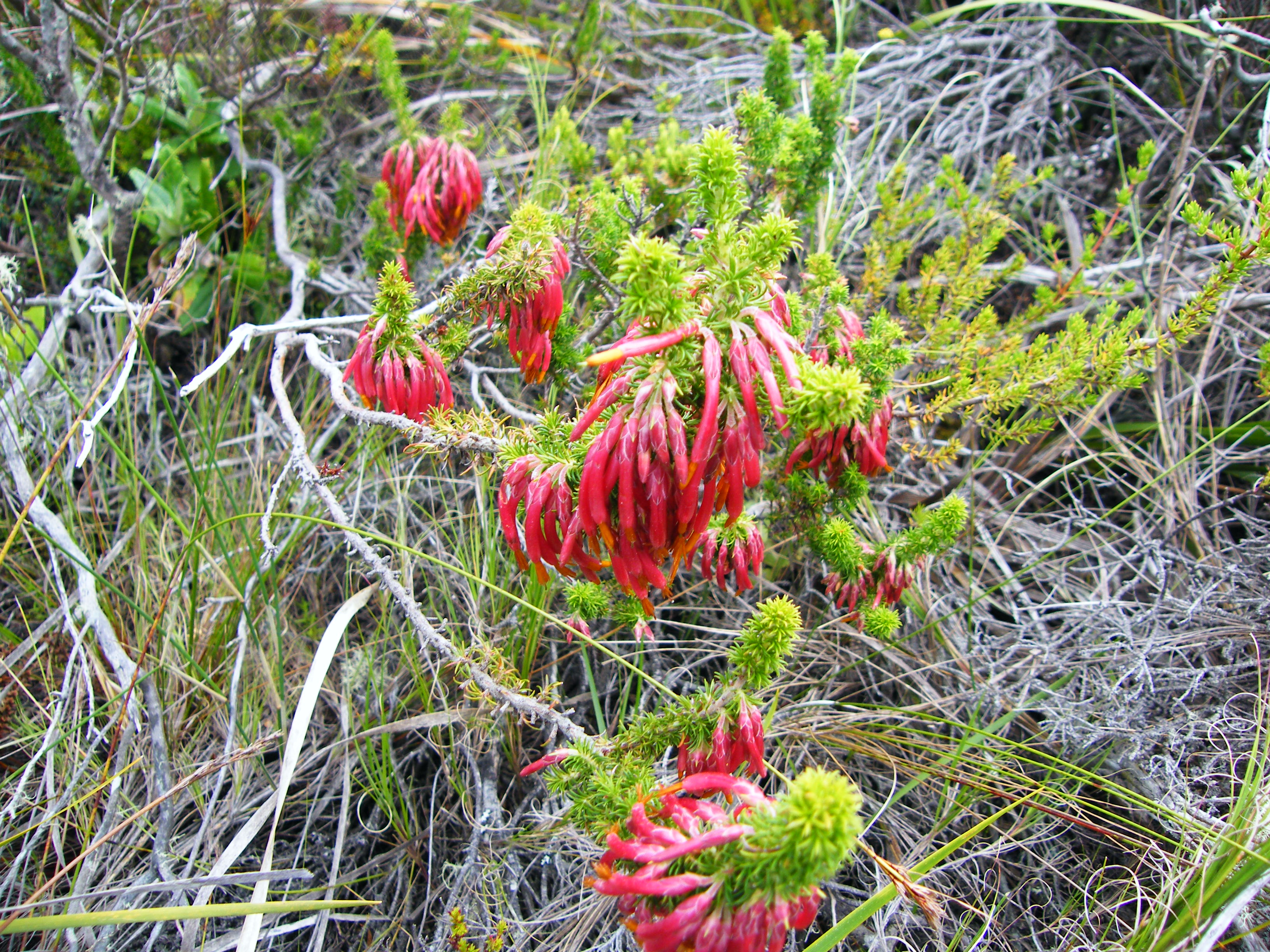
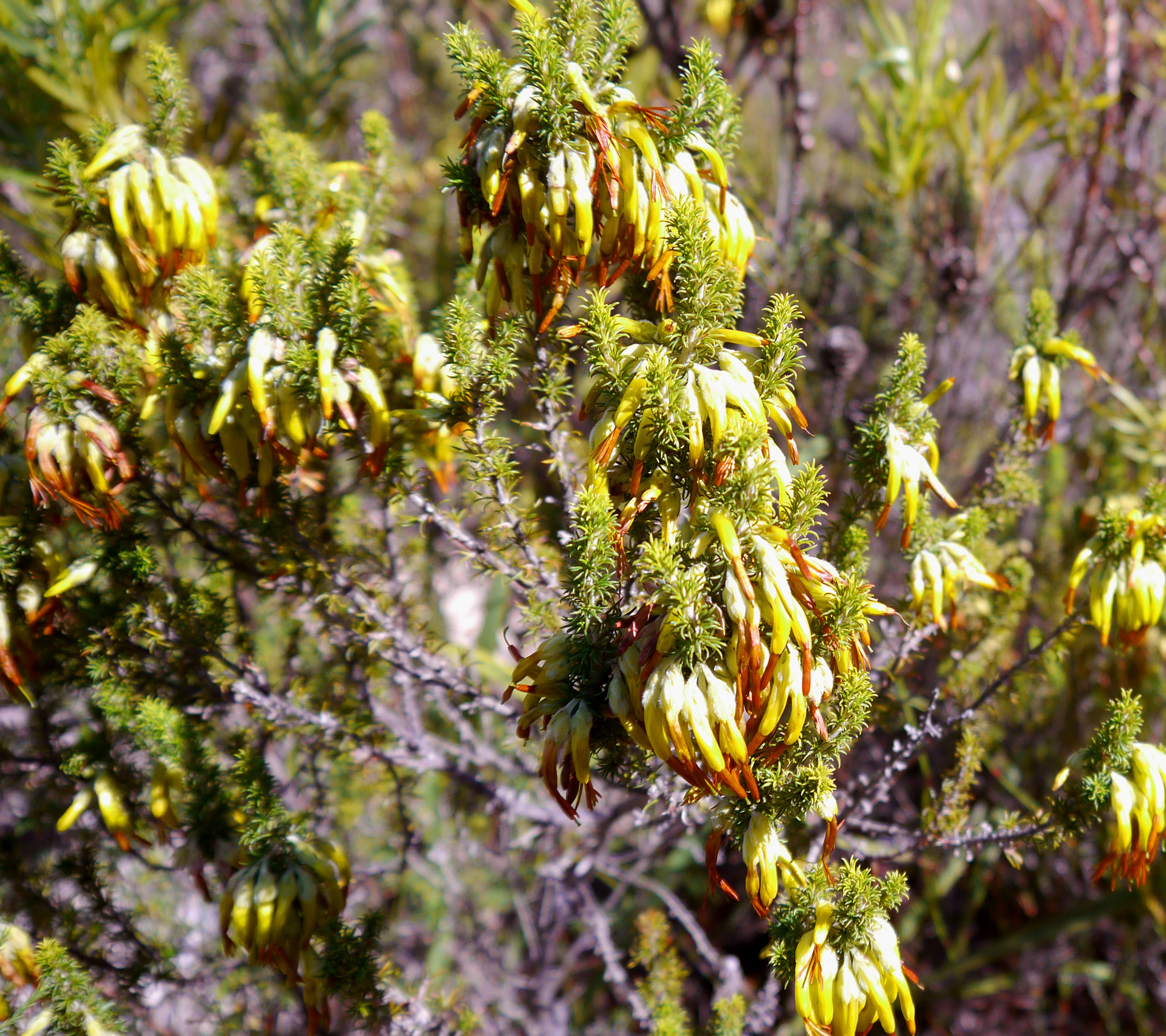

## Практичне використання
Вирощується заради квіток.